# Dionisi de Faselis
Dionisi (en grec antic: Διονύσιος, llatí: Dionysius) fou un gramàtic de l'antiga Grècia natural de Faselis (Lícia) d'època hel·lenística.
Solament és conegut per unes poques referències. Per una banda, la vida de Nicandre de Claros l'esmenta com a autor de dues obres, Sobre la poesia d'Antímac i Sobre els poetes. Per altra banda, als escolis de Píndar hi ha dues referències a Dionisi, que fan pensar que també va escriure sobre Píndar. Aquest mateix Dionisi podria ser el mateix que s'esmenta a la vida d'Arat i també a la Suda, però també podrien fer referència a Eli Dionisi.